# Järva IS
Järva IS war ein schwedischer Sportklub aus Stockholm, der vor allem für seine Eishockeyabteilung bekannt war.

## Geschichte
Der Verein wurde am 18. November 1906 gegründet. Im Jahr 1922 nahm die Eishockeymannschaft des Järva IS an der Träningsserien i ishockey teil, die damals die höchste schwedische Spielklasse war und als Vorbereitung auf die schwedische Meisterschaft diente. Die Mannschaft gewann nur eines ihrer fünf Spiele und belegte den siebten und somit letzten Platz. Das Spiel gegen den IK Göta musste aufgrund des schlechten Zustand der Eisfläche abgesagt werden.
Bekannt war auch die Leichtathletikabteilung des Järva IS, für die unter anderem Nils Engdahl antrat.